# Бои на азербайджано-армянской границе (ноябрь 2021)
Бои́ на азербайджа́но-армя́нской грани́це — вооружённый инцидент между Азербайджаном и Арменией после окончания Второй Карабахской войны.
Бои между вооружёнными силами Армении и Азербайджана начались 16 ноября 2021 года и закончились вечером того же дня.

## Предыстория
После Второй Карабахской войны, закончившейся заявлением о прекращении огня, под контроль Азербайджана перешли почти двести населенных пунктов в Нагорном Карабахе и семь прилегающих районов. Данные районы в 1993 году были квалифицированы Советом безопасности ООН как оккупированная армянскими силами территория Азербайджана. В том числе, согласно соглашению, под контроль Азербайджана были возвращены приграничные с Арменией Кельбаджарский и Лачи́нский районы. На этом участке последние полгода происходили вооруженные инциденты меньшего масштаба.
По завершении войны встал вопрос о демаркации армяно-азербайджанской границы. На момент прекращения военных действий некоторые горные зоны приграничных с Арменией Кубатлинского и Зангеланского районов не контролировались азербайджанскими войсками. По мнению ряда армянских оппозиционеров, ссылающихся на заявление о прекращении огня, в котором эти два района не упоминались среди подлежащих возврату территорий, Армении полагалось сохранить за собой контроль над ними. Однако уже в декабре 2020 года азербайджанские войска обратились через громкоговорители к армянским военным, призывая их отступить на территорию Армении, после чего премьер-министр Армении Никол Пашинян отдал соответствующий устный приказ, объяснив этот шаг «возвращением к международно признанным границам». Это позволило азербайджанцам занять позиции вдоль границы между двумя бывшими советскими республиками, прилегающие непосредственно к армянским населённым пунктам и объектам гражданской инфраструктуры, в том числе ко взлётной полосе Капанского аэропорта и дороге Капан—Горис.
Заняв высоты близ города Капан, азербайджанские военные взяли под контроль дорогу Капан — Агарак, пролегающую по территории Азербайджана в его советских границах, и установили на трассе баннер с надписью «Добро пожаловать в Азербайджан». Армения не признала разграничение демаркацией в этом районе. МИД Армении заявил, что официальное закрепление армяно-азербайджанской границы возможно только после установления дипломатических отношений и работы двусторонней комиссии.
30 декабря 2020 года Координатор Комитета против пыток и репрессий Азербайджана Намизад Сафаров заявил, что Азербайджан не имеет территориальных притязаний к Армении, а Армения привлекла к охране своих границ с Азербайджаном в направлении Гориса и Капана российских военных. Он подчеркнул, что появление азербайджанского баннера соответствует общепринятой практике размежевания государственных границ: 

«Баннер появился не просто так. Делимитация была проведена с участием военных Азербайджана, Армении и России. Длительное время в связи с оккупацией азербайджанских территорий границ тут не было. Теперь линия границы восстановлена»
.
Ситуация на границе обострилась в очередной раз 12 мая 2021 года. Минобороны Армении сообщило, что азербайджанские военные попытались провести работы «по уточнению границ» на одном из приграничных участков.
27 мая 2021 года Минобороны Азербайджана заявило о задержании шестерых армянских военнослужащих, которые попытались перейти границу.
2 июня 2021 года, МИД Азербайджана заявило, что 40 армянских военных нарушили государственную границу и проникли вглубь азербайджанской территории в сторону села Армудлу Кельбаджарского района. В заявлении также говорится о готовности Азербайджана к началу процесса демаркации и делимитации границы с Арменией.
27 августа 2021 года Премьер-министр Армении Никол Пашинян на заседании парламента отметил важность максимально быстрого начала процесса демаркации и делимитации границ на основе советских карт.

## Ход конфликта
Утром, 16 ноября, Министерство обороны Азербайджанской Республики заявило о провокациях со стороны Армении, целью которых был захват нескольких высот. В заявлении также сообщалось о том, что были атакованы позиции Азербайджанской армии в приграничных с Арменией Кельбаджарском и Лачинском районах. По данным Азербайджанской стороны, в результате атак были ранены двое военнослужащих Азербайджанской армии, а армянские военные были взяты в плен.
В то же время Министерство обороны Республики Армения обвинило в провокациях Азербайджан, также заявив, что об использовании азербайджанской армией артиллерии, бронетехники и огнестрельного оружия разного калибра.
Чуть позже, в тот же день, Министерство Обороны Армении сообщило о потере двух боевых позиций и подтвердило, что один армянский военный убит, а 12 человек попали в плен, 24 пропали без вести.
Секретарь Совбеза Армении Армен Григорян заявил, что Армения запросила помощь у Российской Федерации.
Вечером, 16 ноября, министерство обороны России заявило о прекращении боевых действий между сторонами в районе горы Килисали после телефонных переговоров.

## Международная реакция
Россия, США, Иран, Европейский союз и ООН призвали стороны к деэскалации и немедленному прекращению огня для переговоров по урегулированию ситуации.
МИД Франции выразило обеспокоенность эскалацией на границе между странами и призвало Азербайджан и Армению соблюдать условия перемирия. Глава МИД Турции Мевлют Чавушоглу назвал действия Армении на границе провокацией, заявив, что «Турция не оставит Азербайджан в одиночестве перед лицом провокаций Армении».